# وزارة الدفاع الوطني (ألمانيا الشرقية)
كانت وزارة الدفاع الوطني (بالألمانية: Ministerium für Nationale Verteidigung) تُختصر (MfNV) هي الذراع الإداري الرئيسي للجيش الشعبي الوطني لألمانيا الشرقية. صُممت الوزارة على غرار وزارة الدفاع في الاتحاد السوفيتي. كان مقر الوزارة في شتراوسبرغ بالقرب من برلين الشرقية. تولى فوج الحرس هوغو إيبرلاين ‏ مهمة الأمن وحراسة الوزارة. كان للوزارة أيضًا دار نشر خاصة بها، دار النشر العسكرية لجمهورية ألمانيا الديمقراطية.

## وزراء الدفاع

علم وزير الدفاع (1989-1990)

| No. | الصورة                    | شاغل المنصب                                         | Took office    | Left office     | Time in office     | Party | رئيس الوزراء                                     |
| --- | ------------------------- | --------------------------------------------------- | -------------- | --------------- | ------------------ | ----- | ------------------------------------------------ |
| 1   | فيلي شتوف                 | الجنرال فيلي شتوف (1914–1999)                       | 1 مارس 1956    | 14 يوليو 1960   | 4 سنوات و135 أيام  | SED   | أوتو جروتول                                      |
| 2   | هاينز هوفمان              | الجنرال" هاينز هوفمان (1910–1985)                   | 14 يوليو 1960  | 2 ديسمبر 1985 † | 25 سنوات و141 أيام | SED   | أوتو جروتول فيلي شتوف Horst Sindermann فيلي شتوف |
| 3   | Heinz Kessler             | الجنرال Heinz Kessler (1920–2017)                   | 3 ديسمبر 1985  | 18 نوفمبر 1989  | 3 سنوات و351 أيام  | SED   | فيلي شتوف هانز مودرو                             |
| 4   | Theodor Hoffmann          | الأدميرال Theodor Hoffmann (1935–2018)              | 18 نوفمبر 1989 | 12 أبريل 1990   | 145 أيام           | SED   | هانز مودرو                                       |
| 5   | راينر إيبلمان [لغات أخرى]‏ | راينر إيبلمان ‏ (ولد 1943) وزيراً لنزع السلاح والدفاع | 12 أبريل 1990  | 2 أكتوبر 1990   | 173 أيام           | DA    | لوتار دي ميزير                                   |

## الأقسام
- قيادة القوات البرية
- قيادة القوات الجوية / الدفاع الجوي
- قيادة القوات البحرية
- قيادة قوات حدود
- إدارة الدفاع المدني
- رئاسة الأركان
- الإدارة السياسية
- قسم التكنولوجيا والتسليح
- قسم الخدمات الخلفية
- الهيئات الفرعية وتشكيلات القوات والوحدات والمؤسسات
  - إدارة المخابرات الرئيسية بوزارة الدفاع الوطني
  - فوج المركبات الآلية 2
  - الأكاديمية العسكرية "فريدريش إنغلز"
  - الكلية السياسية العسكرية "فيلهلم بيك"
  - فوج الحرس "فريدريش إنغلز"
  - فوج الحرس "هوغو إيبرلاين"